# Minas Tênis Clube 2020-2021 (pallavolo maschile)
Questa voce raccoglie le informazioni riguardanti il Minas Tênis Clube nella stagione 2020-2021.

## Stagione
Il Minas Tênis Clube non utilizza alcuna denominazione sponsorizzata nella stagione 2020-21.
Partecipa alla Superliga Série A classificandosi quarto al termine della regular season: partecipa quindi ai play-off scudetto, dove raggiunge le finali, venendo sconfitto dalla Funvic.
In Coppa del Brasile esce invece sconfitto in semifinale contro il Sada, ottenendo un quarto posto finale.
A livello locale partecipa alla finale del Campionato Mineiro, sconfitto anche in questo caso dal Sada.

## Organigramma societario
Area direttiva
- Presidente: Ricardo Vieira Santiago

Area tecnica
- Allenatore: Nery Tambeiro
- Assistente allenatore: Fernando Martins, Rodrigo Regattieri
- Preparatore atletico: Davidson Alves
- Scoutman: Luciano Minossi

Area sanitaria
- Fisioterapista: Filipe Galdino

## Rosa
| N° | Nome                    | Ruolo | Data di nascita   | Nazionalità sportiva |
| -- | ----------------------- | ----- | ----------------- | -------------------- |
| 1  | Felipe Varela           | S     | 27 febbraio 2002  | Brasile              |
| 2  | Nicolás Lazo            | S     | 16 aprile 1995    | Argentina            |
| 3  | Yadrian Escobar         | O     | 12 luglio 1988    | Cuba                 |
| 5  | Jônatas Cardoso         | S     | 20 maggio 1993    | Brasile              |
| 6  | Paulo Vinícios da Silva | O     | 23 agosto 2001    | Brasile              |
| 7  | William Arjona          | P     | 31 luglio 1979    | Brasile              |
| 8  | Henrique Honorato       | S     | 18 marzo 1997     | Brasile              |
| 9  | Lucas Figueiredo        | O     | 20 aprile 1999    | Brasile              |
| 10 | Matheus dos Santos      | C     | 23 aprile 1996    | Brasile              |
| 11 | Gustavo Nicomedes       | P     | 17 settembre 2000 | Brasile              |
| 12 | Gustavo Orlando         | P     | 10 agosto 2002    | Brasile              |
| 13 | Gabriel Cabral          | C     | 20 dicembre 2001  | Brasile              |
| 14 | Edson da Paixão         | C     | 29 marzo 2000     | Brasile              |
| 15 | Maique Nascimento       | L     | 16 luglio 1997    | Brasile              |
| 16 | Kelvi Souza             | C     | 15 giugno 2001    | Brasile              |
| 17 | Gustavo Bonatto         | C     | 2 gennaio 1986    | Brasile              |
| 18 | Leonardo Kihara         | L     | 2 giugno 2001     | Brasile              |
| 19 | Arthur Bento            | S     | 8 giugno 2004     | Brasile              |
| 20 | Marcus Coelho           | S     | 29 settembre 2000 | Brasile              |

## Statistiche

### Statistiche di squadra
| Competizione      | Punti | In casa | In casa | In casa | In trasferta | In trasferta | In trasferta | Totale | Totale | Totale |
| Competizione      | Punti | G       | V       | P       | G            | V            | P            | G      | V      | P      |
| ----------------- | ----- | ------- | ------- | ------- | ------------ | ------------ | ------------ | ------ | ------ | ------ |
| Superliga Série A | 47    | 12      | 12      | 0       | 12           | 7            | 5            | 28     | 21     | 7      |
| Coppa del Brasile | -     | 1       | 1       | 0       | 0            | 0            | 0            | 2      | 1      | 1      |
| Totale            | -     | 13      | 13      | 0       | 12           | 7            | 5            | 30     | 22     | 8      |

### Statistiche dei giocatori
| Giocatore     | Superliga Série A | Superliga Série A | Superliga Série A | Superliga Série A | Superliga Série A |
| Giocatore     | P                 | PT                | AV                | MV                | BV                |
| ------------- | ----------------- | ----------------- | ----------------- | ----------------- | ----------------- |
| W. Arjona     | 28                | 26                | 9                 | 5                 | 12                |
| A. Bento      | 7                 | 7                 | 5                 | 2                 | 0                 |
| G. Bonatto    | 25                | 131               | 80                | 46                | 5                 |
| G. Cabral     | -                 | -                 | -                 | -                 | -                 |
| J. Cardoso    | 12                | 25                | 18                | 1                 | 6                 |
| M. Coelho     | 3                 | 1                 | 1                 | 0                 | 0                 |
| E. da Paixão  | 19                | 59                | 47                | 10                | 2                 |
| P.V. da Silva | 19                | 40                | 37                | 0                 | 3                 |
| M. dos Santos | 26                | 229               | 172               | 43                | 14                |
| Y. Escobar    | 23                | 387               | 347               | 21                | 19                |
| L. Figueiredo | 19                | 75                | 68                | 3                 | 4                 |
| H. Honorato   | 27                | 349               | 285               | 25                | 39                |
| L. Kihara     | -                 | -                 | -                 | -                 | -                 |
| N. Lazo       | 25                | 218               | 195               | 7                 | 16                |
| M. Nascimento | 27                | 0                 | 0                 | 0                 | 0                 |
| G. Nicomedes  | 5                 | 2                 | 0                 | 0                 | 2                 |
| G. Orlando    | 25                | 2                 | 2                 | 0                 | 0                 |
| K. Souza      | -                 | -                 | -                 | -                 | -                 |
| F. Varela     | 7                 | 3                 | 3                 | 0                 | 0                 |

P = presenze; PT = punti totali; AV = attacchi vincenti; MV = muri vincenti; BV = battute vincenti

NB: Non sono disponibili i dati relativi alla Coppa del Brasile e, di conseguenza, quelli totali.